# Де Фаз
Де Фаз (на немски: De-Phazz) е даунтемпо и джаз ансамбъл, интегриращ съвременен търнтейблизъм с елементи на соул, латино, трип хоп и дръм енд бейс, в една обща лаундж музика. Де Фаз е ръководена от Пит Баумгартнър, германски продуцент, който сменя линията музиканти във всеки нов албум. Някои от по-честите членове са Барбара Лар, Карл Фрирзон и Пат Апълтън. След като издават Detunized Gravity и Godsdog, Де Фаз могат да се срещат на радара на слушатели на еднакво иновативни и задвижвани от семпли джаз състави като Амон Тобен и Синематик Оркистра. Групата издава материали на Моул Лисънинг Пърлс и Юнивърсъл Джаз Джърмани, а синглите се издават на Едел Рекърдс и Юнайтед Рикордингс, като също така прави ремиксове на съществуващ материал.

## Дискография
- Detunized Gravity (1997)
- Godsdog (1999)
- Death by Chocolate (2001)
- Daily Lama (2002)
- Plastic Love Memory (2002)
- Natural Fake (2005)
- Days of Twang (2007)
- Big (2009)
- Lala 2.0 (2010)
- Audio Elastique (2012)
- Naive (2013)